# Descrizione e trattamento delle malattie cutanee
Descrizione e trattamento delle malattie cutanee (Description and Treatment of Cutaneous Diseases) è un trattato del dermatologo inglese Robert Willan, pubblicata nel 1798.

## Contenuti
In quest'opera Willan descrisse quattro ordini di malattie della pelle: papule, squame, esantemi e bolle, descrizioni successivamente raccolte  nell'opera Sulle malattie cutanee (1808).
In generale nelle sue pubblicazioni, Willam descrisse i tipi di prurito, psoriasi, micosi, eritemi, ittiosi, varicella e vaiolo. Le minuziose descrizioni morfologiche erano accompagnate da illustrazioni a colori, motivo per cui la sua opera è considerata il primo atlante di dermatologia nella storia della medicina.

## Influenza
La sua influenza sulla dermatologia è riconosciuta da tutti gli autori che si sono dedicati all'argomento, un esempio del quale è l'uso del termine willanismo per riferirsi al suo sistema di classificazione. L'anno in cui pubblicò questo sistema, il 1798, è considerato l'anno di fondazione della specializzazione della dermatologia. La sua importanza è tale da essere considerato il primo dermatologo, il padre della dermatologia